# Campbellana attenuata
Campbellana attenuata är en fjärilsart som beskrevs av John Tenison Salmon och Bradley 1956. Campbellana attenuata ingår i släktet Campbellana och familjen spinnmalar. Inga underarter finns listade i Catalogue of Life.